# Barbara Bieńkowska
Barbara Bieńkowska (ur. 21 stycznia 1934 w Poznaniu, zm. 3 listopada 2022) – polska bibliolog, prof. dr hab., prezes Polskiego Towarzystwa Bibliologicznego.

## Życiorys
Ukończyła studia magisterskie na kierunku filologia klasyczna Uniwersytetu Warszawskiego, w 1964 roku obroniła na macierzystej uczelni pracę doktorską w zakresie historii, następnie uzyskała stopień doktora habilitowanego. W 1981 roku otrzymała tytuł profesora nauk humanistycznych. Została zatrudniona w Instytucie Informacji Naukowej i Studiów Bibliologicznych na Wydziale Historycznym Uniwersytetu Warszawskiego, w latach 1981–1987 pełniąc stanowisko dyrektora instytutu. Po przejściu na emeryturę akademicką w 1990 roku pracowała w roli eksperta dla Biura Pełnomocnika Rządu ds. Polskiego Dziedzictwa Kulturalnego, a później w Ministerstwie Kultury i Dziedzictwa Narodowego.
Była prezesem Polskiego Towarzystwa Bibliologicznego (1989-2003), którego była jednym z założycieli.